# Adolf Boetticher
Adolf Gustav Boetticher (auch Adolf Bötticher; * 12. Dezember 1842 in Blumberg, Niederbarnim, Brandenburg; † 9. Juni 1901 in Warnicken, Samland, Ostpreußen) war ein deutscher Architekt und Denkmalpfleger. Er war an Ausgrabungen in Griechenland beteiligt und veröffentlichte eine achtbändige Publikation der Bau- und Kunstdenkmäler in Ostpreußen.

## Leben
Sein Vater Heinrich Adolf Boetticher war evangelischer Prediger in Blumberg, seine Mutter Emilie Pauline eine Tochter des Friedensrichters Schollinus. Adolf Boetticher studierte von 1865 bis 1868 an der Berliner Bauakademie und war danach als Architekt im öffentlichen Dienst tätig. 1875 wurde ihm die technische Leitung der deutschen Ausgrabungen in Olympia übertragen, die unter Leitung des Archäologen Gustav Hirschfeld durchgeführt wurden. Ab 1877 war er als technischer Hilfsarbeiter für die Stadt Berlin tätig und gab von 1879 bis 1882 das Wochenblatt für Architekten und Ingenieure heraus, in dem er von den Grabungen in Griechenland und Zypern berichtete.
1886 wurde Adolf Boetticher mit der Inventarisierung der Bau- und Kunstdenkmäler der preußischen Provinz Ostpreußen betraut und 1891 zum Provinzialkonservator für Ostpreußen berufen. Ihm wurde nachfolgend auch die Leitung des Denkmalamts der Provinz Ostpreußen übertragen. Von 1892 bis 1898 gab er acht Bände der Bau- und Kunstdenkmäler der Provinz Ostpreußen heraus und wurde 1899 zum Provinzialkonservator für Westpreußen berufen.

## Veröffentlichungen
- Auf griechischen Landstraßen. Paetel, Berlin 1883. (Google Books) (archive.org) (Nachdrucke: Salzwasser-Verlag, Paderborn 2011, ISBN 978-3-86444-004-5; Nikosia 2017)
- Olympia. Das Fest und seine Stätte. Nach den Berichten der Alten und den Ergebnissen der Deutschen Ausgrabungen. Springer, Berlin 1883. (Google Books)  (2. Auflage. 1886. (UB Heidelberg); Nachdruck der Ausgabe von 1886: Salzwasser-Verlag, Paderborn 2012, ISBN 978-3-86444-726-6).
- Die Akropolis von Athen. Nach den Berichten der Alten und den neuesten Erforschungen. Springer, Berlin 1888. (Google Books) (archive.org).
- Die Bau- und Kunstdenkmäler der Provinz Ostpreußen. Königsberg 1894–1898
  - Band 1: Die Bau- und Kunstdenkmäler des Samlandes. 1898. (Google Books) (archive.org)
  - Band 2: Die Bau- und Kunstdenkmäler in Natangen. 1898. (Google Books) (archive.org)
  - Band 3: Die Bau- und Kunstdenkmäler des Oberlandes. 1898. (Google Books) (archive.org)
  - Band 4: Die Bau- und Kunstdenkmäler in Ermland. 1894. (Google Books) (archive.org)
  - Band 5: Die Bau- und Kunstdenkmäler in Litauen. 1895. (Google Books) (archive.org)
  - Band 6: Die Bau- und Kunstdenkmäler in Masuren. 1896. (Google Books) (archive.org)
  - Band 7: Die Bau- und Kunstdenkmäler in Königsberg. 1897. (Google Books) (archive.org)
  - Band 8: Aus der Kulturgeschichte Ostpreußens. Nachträge. 1898.  (Google Books) (archive.org)
  - Band 9: Namens- und Ortsverzeichnis. 1899, von Walter von Schimmelpfennig.